# German Dream
German Dream Entertainment, seit 2017 German Dream Empire, ist ein Musiklabel unter Geschäftsführung des deutschen Rappers Eko Fresh. Es wurde 2004 von ihm unter dem Dach von Groove Attack gegründet und 2007 als GmbH unter dem Namen German Dream Evangelium angemeldet. Die GmbH existiert seit 2015 nicht mehr. 2017 gründete Fresh das Label erneut unter dem Namen German Dream Empire. Es bestand ursprünglich eine vertragliche Regelung über den Vertrieb mit Groove Attack, die jedoch Ende 2005 aufgelöst wurde. Danach war intergroove bis Ende 2009 für den Vertrieb verantwortlich. Seit 2017 ist es Sony Music.

## Geschichte
Summer Cem war bereits 2003 an den Aufnahmen zu Ekos CD „Ich bin jung und brauche das Geld“ beteiligt und gehörte seitdem zu Ekos Crew. Ein Jahr später veröffentlichte er das erfolglose Mixtape Summer Cem wird ein Star.
Capkekz unterschrieb Anfang 2004 bei German Dream, die Rapper SDiddy und Farid Bang haben 2005 bei German Dream unterschrieben. Im Jahr 2007 veröffentlichte das Duo La Honda sein Album „Gorillas im Nebel“. Kay One verließ German Dream Mitte 2007, um zu Bushidos Label „ersguterjunge“ zu wechseln. Anfang 2008 veröffentlichte SDiddy sein Album „21 Gramm“. Farid Bang veröffentlichte sein Debütalbum „Asphalt Massaka“ ebenfalls im Jahr 2008. Der Rapper Capkekz veröffentlichte sein Album „Cap der Angst“ 2009 kurz vor dem Vertriebswechsel von intergroove zu 7days/Sony Music. Anfang 2010 veröffentlichte Farid Bang sein zweites Album über German Dream. Es erreichte Platz 56 der Deutschen Charts und war der erste Erfolg des Labels. Der Rapper Summer Cem veröffentlichte kurz darauf auch sein Debütalbum und erreichte Platz 85 der Deutschen Charts. Eko Fresh veröffentlichte zum ersten Mal auch ein Album, „Was kostet die Welt?“ über German Dream und erreichte Platz 36 der Deutschen Charts.
Farid Bang veröffentlichte 2011 sein Album „Banger leben kürzer“ und erreichte Platz 11 der Deutschen Charts. Dies war der erste kommerzielle Erfolg des Labels. Eko Fresh veröffentlichte im selben Jahr „Ekrem“ und erreichte den fünften Platz. Im Jahr 2011 warf Hakan Abi, der Label CEO von German Dream Evangelium sein Sampler „The Big Branx Theory“ auf den Markt, der aber erfolglos blieb. Summer Cem, Eko Fresh und Farid Bang veröffentlichen alle im Jahr 2012 jeweils ein Solo-Album, und erreichten alle die Top 10 der deutschen Album-Charts. German Dream Evangelium wurde 2012 aufgelöst, nachdem der Vertriebsvertrag ausgelaufen war. Fresh gründete 2017 das Label erneut und wieder unter dem Dach von Sony Music. Das erste Release „König von Deutschland“ erreichte Platz vier der Deutschen Charts. Danach folgte das Best-Of-Album „Legende“, das jedoch keine Platzierung erreichen konnte.

## Künstler
Aktive Künstler
- Eko Fresh (2004–2012, seit 2017)

Ehemalige Künstler
- Summer Cem (2004–2012)
- Farid Bang (2005–2012)
- Capkekz (2004–2012)
- Manuellsen (2004–2005)
- Ramsi Aliani (2004–2006)
- G-Style (2004–2011)
- Hakan Abi (2004–2012)
- La Honda (2006–2007)
- Ado Kojo (2006–2016)
- SDiddy (2005–2008)
- Kay One (2005–2007)
- Sinan-G (2011–2013)

## Diskografie

### Alben
- 2004 L.O.V.E (Eko Fresh & Valezka): L.O.V.E
- 2005 Eko Fresh Presents: German Dream Allstars
- 2006 Eko Fresh: „Hart(z) IV“
- 2007 La Honda: Gorillas im Nebel
- 2008 SDiddy: 21 Gramm
- 2008 Farid Bang: Asphalt Massaka
- 2009 Capkekz: Cap der Angst
- 2010 Summer Cem: Feierabend
- 2010 Farid Bang: Asphalt Massaka 2
- 2010 Eko Fresh: Was kostet die Welt?
- 2011 Farid Bang: Banger leben kürzer
- 2011 Eko Fresh: Ekrem
- 2011 Hakan Abi: The Big Branx Theory
- 2012 Farid Bang: Der letzte Tag deines Lebens
- 2012 Summer Cem: Sucuk & Champagner
- 2012 Eko Fresh: Ek to the Roots
- 2013 Eko Fresh: Eksodus
- 2013 Sinan G: Ob du willst oder nicht
- 2014 Ado Kojo: Reise X
- 2017 Eko Fresh: König von Deutschland
- 2021 Eko Fresh: Abi

### EPs
- 2006 Kay One: Das ist Lil Kay EP
- 2009 Eko Fresh: Jetzt kommen wir wieder auf die Sachen

### Mixtapes
- 2004 Summer Cem: Summer Cem wird ein Star
- 2008 Farid Bang: Endlich Urlaub
- 2008 Capkekz: Der Kalif von Köln